# Krage (ekonomi)
En krage är en kombination av derivatinstrument, vanligen optioner. Andra benämningar är korridor eller räntekorridor. 
Kragen skapas med ett golv och ett tak. Ofta används de engelska termerna collar, floor och cap även på den svenska finansmarknaden.

## Exempel på avtal om räntekrage
En låntagare vill minska sin ränterisk, det vill säga att räntan på rörlig upplåning stiger okontrollerat. Låntagaren sluter då ett avtal med en motpart om att erhålla en betalningsström för det fall en referensränta, till exempel STIBOR, går över en viss nivå, exempelvis fem procent. Betalningsströmmen som i ett sådant fall ska erhållas motsvarar skillnaden mellan STIBOR och femprocenttaket för ett nominellt underliggande belopp för det fall räntan går över fem procent och som längst fram till den tidpunkten STIBOR sjunker under taknivån eller derivatet förfaller. Ett sådant upplägg kallas räntetak (engelska: Cap). Låntagaren betalar fortsatt rörlig ränta på sin belåning till banken men erhåller en betalningsström från motparten i räntetakavtalet som kompenserar eller helt neutraliserar
Motparten kräver en ersättning för att ingå avtalet. För att finansiera taket kan i många fall långivaren även ingå ett avtal om ett räntegolv (engelska: floor). Det innebär att om STIBOR understiger exempelvis 3,5 % betalar låntagaren skillnaden mellan STIBOR och golvet till motparten. 
Kombinationen av ett tak och ett golv kallas krage (engelska: Collar) Effekten blir att om STIBOR ligger i intervallet 3,5-5 % sker inga transaktioner, om räntan stiger över 5 % erhåller låntagaren i exemplet betalningar från motparten i derivatavtalen och om räntan går under golvets nivå erhåller motparten betalningar från låntagaren. Eventuell ersättning eller kostnad för att gå in i avtalen från början beror på skillnaden mellan tak och golv och parternas förväntan om framtida ränteutveckling. Ofta sätts nivåerna på en sådan nivå att inga eller relativt begränsade betalningar i former av premier eller liknande sker vid ingången. Det avtalade nominella belopp som omfattas av kragen kan motsvara hela eller delar av en låneportfölj till rörlig ränta eller rent av överstiga låneportföljen.

## Exempel på optionsstrategi vid handel med värdepapper
En investerare har investerat i en aktie vars kurs är 100. Investeraren vill säkra sin investering och minska risken för att förlora på en kursnedgång och förvärvar en säljoption med lösenpris 95. Det innebär att investeraren betalar en optionspremie för rätten att kunna sälja aktien för 95 även om kursen sjunkit lägre. I likhet med exemplet med räntekragen kan säljoptionen finansieras genom att aktieägaren även utfärdar en köpoption men ett lösenpris på exempelvis 105 och därmed själv erhåller en optionspremie. Om optionspremierna är lika stora har investeraren låst in sin avkastning kostnadsfritt med en krage.